# تويا ناكامورا
تويا ناكامورا (باليابانية: 中村 桐耶) (مواليد 23 يوليو 2000) هو لاعب كرة قدم ياباني.

## وصلات خارجية
- تويا ناكامورا على موقع رابطة كرة القدم اليابانية للمحترفين (اليابانية)
- تويا ناكامورا على موقع قاعدة بيانات كرة القدم.إي يو (الإنجليزية)
- تويا ناكامورا على موقع Soccerway.com (الإنجليزية)
- تويا ناكامورا على موقع عالم كرة القدم.نت (الإنجليزية)